# مرد با یک نقشه (مجموعه تلویزیونی)
مردی با یک نقشه یک سریال کمدی سیتکام آمریکایی است که توسط جیک و جف فیلگو ساخته می‌شود و ستاره تلویزیونی مت لبلانک نقش اصلی آنرا بر عهده دارد. این سریال برای شبکه CBS در طول ۲۰۱۶–۲۰۱۷ برنامه‌ریزی شده‌است و برای ۱۳ مارس ۲۰۱۶ سفارش داده شده‌است.

## خلاصه
یک پدر پس از آنکه همسرش به سر کار بر می‌گردد و او به خاطر نگهداری از بچه‌ها در خانه می‌ماند، متوجه می‌شود که پدر و مادر بودن از آنچه که او فکر می‌کرده سخت‌تر است.

## بازیگران
- مت له بلانک به عنوان آدام بورنز[۳]
- لیزا اسنایدر به عنوان اندی بورنز[۳]
- مت کوک به عنوان لوول
- فضل کافمن به عنوان کیت بورنز[۳]
- حالا فینلی به عنوان اما بورنز[۳]
- متی مک کین به عنوان تدی بورنز[۳]
- جسیکا چیفن به عنوان ماری[۳]
- T. J. DeCarlo به عنوان توماس بورنز[۳]

## مصاحبه
در ۱۳ مارس ۲۰۱۶ گزارش شد که جینا فیشر نقش اصلی زن سریال را بر عهده خواهد داشت. در تاریخ ۱ اوت اعلام شد لیزا اسنایدر به جای فیشر نقش اصلی را اجرا خواهد کرد.

## قسمت‌ها
| شم. | عنوان             | کارگردان   | نویسنده             | تاریخ انتشار اصلی | U.S. تعداد بیننده (میلیون) |
| --- | ----------------- | ---------- | ------------------- | ----------------- | -------------------------- |
| ۱   | «پایلت»           | جیمز باروز | جف فیلگو و جک فیلگو | ۲۴ اکتبر ۲۰۱۶     | ن/م                        |
| ۲   | «دو بلیط به بهشت» | جیمز باروز | جف فیلگو و جک فیلگو | ۳۱ اکتبر ۲۰۱۶     | ن/م                        |
| ۳   | «تئاتر عروسکی»    | اعلان‌نشده  | اعلان‌نشده           | ۷ نوامبر ۲۰۱۶     | ن/م                        |

## لغو شدن
این سریال پس از چهار فصل ، برای فصل پنجم تمدید نشد و ادامه این سریال لغو شد.